# 교황청 과학원

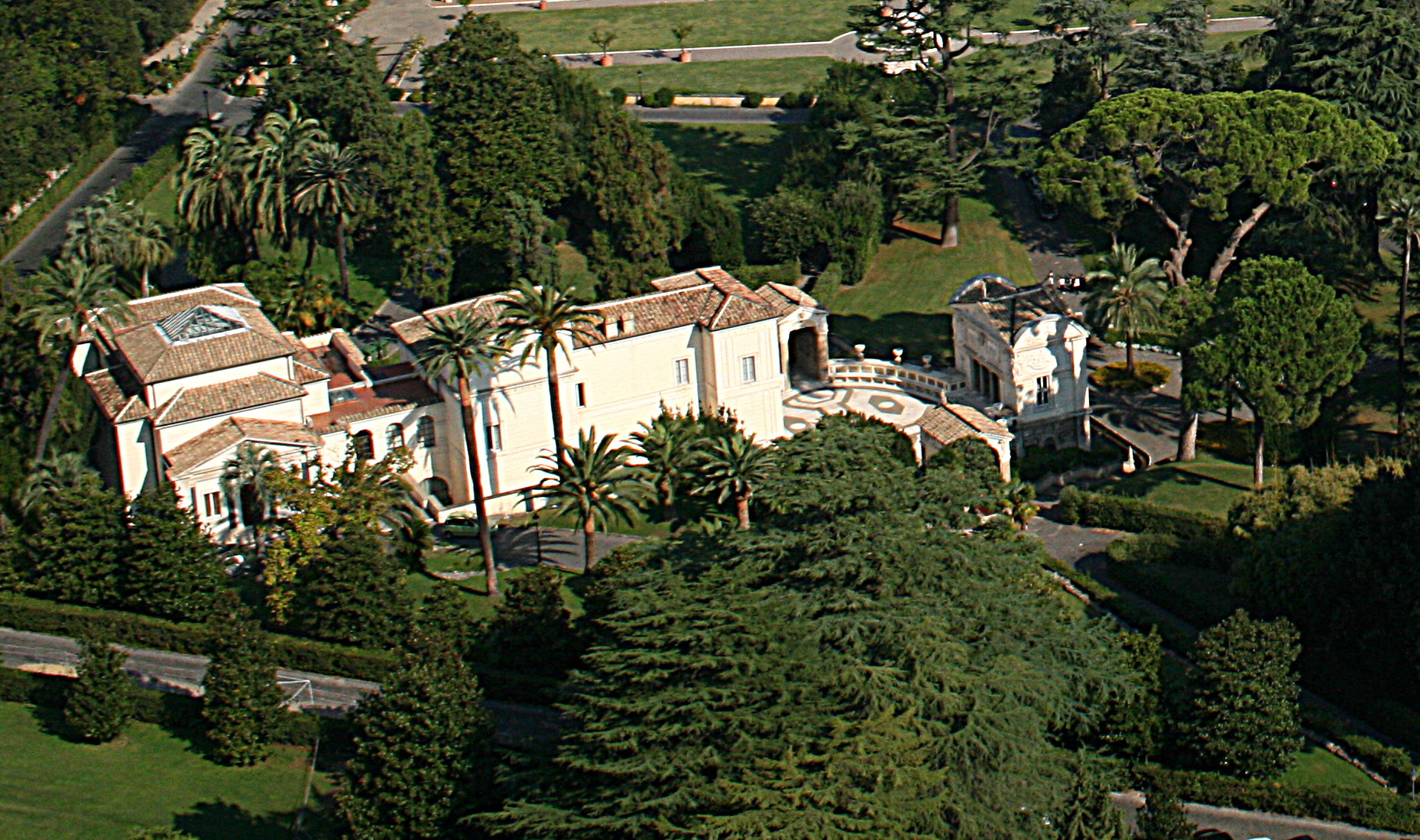

교황청 과학원(이탈리아어: Pontificia accademia delle scienze, 라틴어: Pontificia Academia Scientiarum)은 교황청의 과학 아카데미이다.